# Jolanda Spiess-Hegglin
Pour les articles homonymes, voir Spiess.
Jolanda Spiess-Hegglin, née le 26 novembre 1980, est une journaliste et politicienne suisse.
Elle est députée au parlement cantonal de Zoug de 2014 à 2016. Depuis lors, elle milite, en particulier pour les droits des femmes et  contre les propos haineux sur Internet (Hatespeech).

## Parcours professionnel et situation personnelle
Elle travaille de 2003 à 2009 auprès de la chaîne de télévision privée de Suisse centrale TeleTell comme journaliste reporter d'images et productrice. De 2009 à 2010, elle est journaliste, présentatrice et correspondante auprès des parlements cantonaux  à la Radio Sunshine.
Elle est mariée à Reto Spiess depuis 2006 et mère de trois enfants,.

## Parcours politique
En 2010, elle est candidate pour l'Alternative verte zougoise pour le parlement cantonal, et arrive en tête des non-élus. En 2011, elle est candidate sur la Liste des Jeunes Verts au Conseil national. En 2013, elle est élue à la co-présidence de l'Alternative verte zougoise, groupe dont elle est membre jusqu'en 2015.
Pendant l'été 2013, elle fonde un comité qui collecte des signatures pour le référendum contre la décision du conseil municipal de ne plus offrir des conditions préférentielles pour les abonnements de bus pour les enfants en âge de scolarité. Les électeurs zougois rejettent cette décision communale par référendum le 24 novembre 2013 par 60,5 % des voix.
Jolanda Spiess-Hegglin s'est montrée critique envers la société de négoce de matières premières Glencore. Le 23 décembre 2013, elle demande que la ville de Zoug rejoigne les communes zurichoises dans une initiative visant à reverser une partie des impôts payés par la société dans les pays d'origine des matières premières ; l'initiative prévoyait de verser. 100 000 francs suisses à titre symbolique à des associations d'entraide. L'initiative est rejetée par le conseil municipal de la Ville de Zoug,,.
En 2014, Jolanda Spiess-Hegglin  obtient la septième place dans les élections municipales zougoises et manque son entrée dans l'exécutif municipal composé de cinq membres. Elle est cependant élue députée au Conseil cantonal de Zoug à l'automne 2014 ,.
En novembre 2015, elle sort du groupe parlementaire vert zougois. Le 31 décembre 2015, elle quitte les Verts  pour rejoindre le parti pirate de Suisse centrale,.
À la fin de l'année 2016, elle quitte le parlement cantonal.

## Affaire de la Landammannfeier

### Déroulement
Le 20 décembre 2014 a lieu à Zoug une fête en l'honneur du nouveau président du gouvernement cantonal. Après la fête une cinquantaine d'invités se retrouvent dans un bar, parmi lesquels Jolanda Spiess-Hegglin et Markus Hürlimann, président de l'UDC du canton de Zoug. Jolanda Spiess-Hegglin déclare s'être réveillée le lendemain amnésique et avec des douleurs abdominales. Elle s'est rendue à l'hôpital du canton de Zoug, où des tests sanguins et urinaires ont été effectués. Elle soupçonne une intoxication au GHB. Les prélèvements de sang et d'urine n'ont été effectués que le soir, alors qu'elle les avaient déjà demandés le matin. Aucune trace de stupéfiant n'a été trouvée,. En raison du soupçon d'agression sexuelle, le ministère public est informé,. Markus Hürlimann est arrêté temporairement, et une procédure est ouverte à son encontre,. En janvier 2015, il annonce qu'il ne présidera plus la section cantonale de l'UDC. En août 2015, la procédure contre Markus Hürlimann est classée faute de preuves. Markus Hürlimann a par la suite accusé à plusieurs reprises Jolanda Spiess-Hegglin de diffamation et de calomnie,,. Une plainte contre elle pour faux témoignage n'est dans un premier temps pas acceptée par le ministère public du canton de Zoug. En novembre 2017, le ministère public inculpe finalement Jolanda Spiess-Hegglin pour diffamation et faux témoignage,. La peine encourue était de plus de deux ans.
Dans un accord amiable conclu en mars 2018, Jolanda Spiess-Hegglin s'est engagée « inconditionnellement et sans réserve » à s'abstenir à l'avenir d'exprimer quelque opinion que ce soit sur les événements qui pourrait donner l'impression qu'elle a été victime d'un acte criminel de la part de Markus Hürlimann, et ce dernier a retiré sa plainte. L'affaire a été classée,.

### Réactions médiatiques
De nombreux médias ont publié leurs propres hypothèses à propos de l'incident. L'affaire a eu un grand retentissement en Suisse alémanique, une partie de l'opinion publique accablant la députée. Elle dit avoir reçu de nombreuses lettres anonymes et des messages de haine sur les réseaux sociaux.
Le magazine en ligne Vice a dû retirer un article peu de temps après sa publication car les avocats de Markus Hürlimann le menaçaient de poursuites judiciaires. Deux blogueurs ont alors publié le texte, qui critiquait principalement l'enquête menée par les autorités judiciaires zougoises,.
Jolanda Spiess-Hegglin a pour sa part porté plainte contre le tabloïd Blick. Dans son premier article titré Scandale sexuel impliquant un politicien de l'UDC daté du 24 décembre 2014, le journal a en effet violé le code de conduite des journalistes à plusieurs reprises en publiant les noms et les photos des parties, mais il a également ignoré la législation sur la protection des victimes en donnant l'identité de la victime présumée,.
Dans une vidéo promotionnelle de l'UDC, parti de Markus Hürlimann, sortie à l'automne 2015, on voit un politicien du parti boire de l'alcool puis s'effondrer inconscient, alors que sur la table se trouve un flacon étiqueté « K-O Tropfen » (nom du GHB en allemand), ce qui serait une allusion directe à l'affaire.
Jolanda Spiess-Hegglin a également porté plainte contre le rédacteur en chef adjoint de la Weltwoche, Philipp Gut Celui-ci a été condamné le 15 mai 2017 pour diffamation par le Tribunal de district de Zurich. Dans un article publié à l'automne 2015, il avait accusé Jolanda Spiess-Hegglin de mensonge et d'affabulation. Le journal a été condamné à supprimer l'article de ses archives, à publier le jugement, et à verser une indemnité de 14 500 francs suisses à la plaignante. Après cette condamnation, la Luzerner Zeitung, qui contrôle la Zuger Zeitung s'est excusée pour les erreurs dans son traitement de l'affaire en défaveur de Jolanda Spiess-Hegglin.
Début juillet 2017, Hansi Voigt, fondateur du portail en ligne Watson interviewe pour la première fois, Reto Spiess, mari de Jolanda Spiess-Hegglin. La façon dont Blick et Michèle Binswanger du Tages-Anzeiger  ont traité l'affaire est jugée particulièrement répréhensible.
En avril 2018, la Süddeutsche Zeitung publie sous le titre Comme si rien ne s'était passé un portrait de Jolanda Spiess-Hegglin dans le SZ-Magazine. L'article conclut qu'il semble qu'elle ait rendu un modèle classique caduc, à savoir le modèle voulant qu'une accusation de viol ne peut se conclure que de deux façons : soit il est condamné, soit elle est condamnée, le plus souvent en dehors de la salle d'audience. Jolanda Spiess-Hegglin aurait trouvé une troisième voie : accepter ce qui s'est passé comme une partie de sa vie.
La NZZ am Sonntag publie en juin 2018, donc trois ans et demi après l'affaire, un sobre article titré Aucun journaliste n'était témoin cette nuit-là  qui retrace le vécu de Jolanda Spiess-Hegglin.
En octobre 2018, Jolanda Spiess-Hegglin a été invitée par le Schweizer Reporter Forum. Elle a pu exposer pendant 20 minutes, dans le détail, sa vision des choses et son ressenti concernant l'acharnement médiatique qu'elle a subi,.
Le 21 juillet 2021, la journaliste Michèle Binswanger est condamnée pour calomnie par le Ministère public bâlois pour avoir publié un tweet en mai 2021 reprochant à Jolanda Spiess-Hegglin d’accuser son collègue Markus Hürlimann de viol.

## Activisme
Jolanda Spiess-Hegglin s'engage depuis 2016, sous le Hashtag #nichtschweigen contre les injustices sexistes.
Avec Irina Studhalter, elle fonde en octobre 2016, l'association #NetzCourage pour aider les victimes harcèlement sur Internet,. Selon ses propres déclarations, elle a à ce jour[Lequel ?] déposé près de 180 plaintes, dont 60 se sont pour l'instant conclues par une condamnation et 80 par un accord à l'amiable. Pour ce faire, elle utilise également un faux compte Facebook, pour collecter sous une fausse identité des éléments pour alimenter ses plaintes. #NetzCourage élargit aussi ses activités en proposant des formations pour des entreprises ou des ONG. En 2021, l'association est dirigée par Jolanda Spiess-Hegglin et présidée par deux conseillères nationales, Tamara Funiciello et Greta Gysin,.
En août 2021, elle est au centre d'une tempête médiatique à la suite d'un article du journal en ligne Republik selon lequel les journaux de Tamedia, pour lesquels travaille la journaliste Michèle Binswanger condamnée en 2021 pour calomnie, mènent une campagne contre elle en l'accusant de propager elle-même la haine sur les réseaux sociaux.